# Butihinda
Butihinda è un comune del Burundi situato nella provincia di Muyinga con 96.890 abitanti (censimento 2008).

## Geografia antropica

### Suddivisioni amministrative
Il comune è suddiviso in 29 colline.